# هیلی ترنر
هیلی ترنر (زاده ۳ ژانویه ۱۹۸۳) یک چابک‌سوار انگلیسی است که در مسابقه اسب‌دوانی شرکت می‌کند. او که در اصل اهل ناتینگهام است، در نیومارکت مستقر است.
در سال ۲۰۰۸ ترنر اولین زنی بود که ۱۰۰ برنده مسابقه تخت در بریتانیا را در طول یک سال تقویمی سوار کرد. او در هشت مسابقه گروهی، از جمله دو مسابقه گروه ۱ و یک مسابقه درجه ۱، برنده شد. او در سال ۲۰۱۵ از مسابقات مسابقه بازنشسته شد و یکی از همکاران ثابت مسابقه آی‌تی‌وی شد. او در سال ۲۰۱۸ از بازنشستگی خارج شد و از آن زمان تاکنون چهار برنده را در رویال اسکوت سوار کرده است.

## اوایل زندگی
ترنر در دو مایلی میدان مسابقه ناتینگهام در شمال ناتینگهام‌شر به دنیا آمد. او یکی از شش دختر کیت و ریچارد ترنر بود. مادرش مربی سوارکاری بود و او در سنین پایین سوارکاری را آموخت. او بعداً برای مربی محلی مارک پولگلاس سوار شد و قبل از شاگردی شدن نزد مایکل بل در نیومارکت، سافولک، در دوره‌ای در کالج مسابقه‌ای شمالی شرکت کرد. اولین مسابقه او در مارکلیس در سوت‌ول در ۲۷ مارس ۲۰۰۰ بود. ترنر هرگز مسابقه را تمام نکرد، زیرا پای اسبش شکست و کشته شد. اولین برد او در هشتمین مسابقه‌اش بود که در جنریت در میدان مسابقه پونتفرکت در تاریخ ۴ ژوئن ۲۰۰۰ برگزار شد. بل او را برای سه ماه آموزش نزد تام آموس در نیواورلئان فرستاد. او همچنین زمستان سال ۲۰۰۴ را در دبی به سواری برای گودولفین گذراند.
ترنر مشترکاً با سلیم گولام در سال ۲۰۰۵ شاگرد قهرمان مسابقات تخت بریتانیایی شد. او یکی از ۴۴ برنده این جایزه بود. او نود و پنجمین برنده خود را در سپتامبر همان سال سوار کرد و بدین ترتیب «از ادعای خود کنار زد» و تنها چهارمین زنی بود که این کار را در بریتانیا انجام داد.

## حرفه
در سال ۲۰۰۸ ترنر اولین چابک‌سوار زن بود که ۱۰۰ برنده را در یک سال تقویمی در بریتانیا سوار کرد، زمانی که مولیتور موریس در میدان مسابقه ولورهمپتون در ۳۰ دسامبر ۲۰۰۸ برنده شد. او اولین برنده مسابقه گروهی خود را در لیدی دوویل در گروه ۳ لاندو-تروفی در آلمان در ۱۶ نوامبر ۲۰۰۸ به دست آورد. او به عنوان شخصیت مسابقه‌ای کانال ۴ برای سال ۲۰۰۸ انتخاب شد.
در مارس ۲۰۰۹، ترنر در یک تصادف در نیومارکت به شدت مجروح شد. آسیب سر در ابتدا او را تا پایان سال از دور خارج کرد، اما شواهد پزشکی جدید به او اجازه داد تا در اواسط تابستان به مسابقات سوارکاری بازگردد. او که قادر به سوار شدن نبود، به عنوان یک کارشناس در مسابقه کانال ۴ شرکت کرد.
سال ۲۰۱۰ مسابقه همچنان برای ترنر موفق بود. نکات برجسته شامل اولین سواری گروه ۱ بود. و یک همکاری موفق با اسبش مارگوت دید دو ساله با کلاس، که قبلاً دو برنده شده بود و مقام دوم را در دو مسابقه گروه ۳ و یک گروه ۲ کسب کرده بود.
در ژانویه ۲۰۱۱، ترنر اولین مسابقه خود را در میدان مسابقه دبی، به عنوان بخشی از کارناوال سالانه مسابقه دبی انجام داد. در ژوئیه ۲۰۱۱ ترنر اولین برنده گروه ۱ خود، دریم اهد را در جام جولای در نیومارکت سوار کرد. و این شاهکار را در ماه بعد تکرار کرد و برنده گروه ۱ ناثروپ استیکس بر روی مارگوت دید در طول جلسه ایبور در یورک شد. چند هفته بعد او در اثر سقوط در میدان مسابقه بث مچ پایش شکست. او جایزه «الهام‌بخش‌ترین زن ورزشکار» را در جوایز سالانه آکادمی ورزشی جگوار در سال ۲۰۱۱ دریافت کرد.